# Großgöttfritz
Großgöttfritz je městys v Rakousku ve spolkové zemi Dolní Rakousy v okrese Zwettl. Žije v něm 1359 obyvatel (2016).

## Geografie
Großgöttfritz se nachází v severozápadní části spolkové země Dolní Rakousy; leží asi 9 km jižně od Zwettlu. Jeho rozloha činí 40,06 km², z této rozlohy je 41,53 % zalesněno.[zdroj?]

### Členění a správa
Území městyse se skládá z osmi částí:
- Engelbrechts (67)
- Frankenreith (137)
- Großgöttfritz (281)
- Großweißenbach (379)
- Kleinweißenbach (167)
- Reichers (78)
- Rohrenreith (149)
- Sprögnitz (126)

## Správa
Starostou městyse je Johann Hofbauer. V devatenáctičlenném zastupitelstvu je 12 členů ÖVP, 4 členové FPÖ a 3 členové SPÖ.

## Galerie

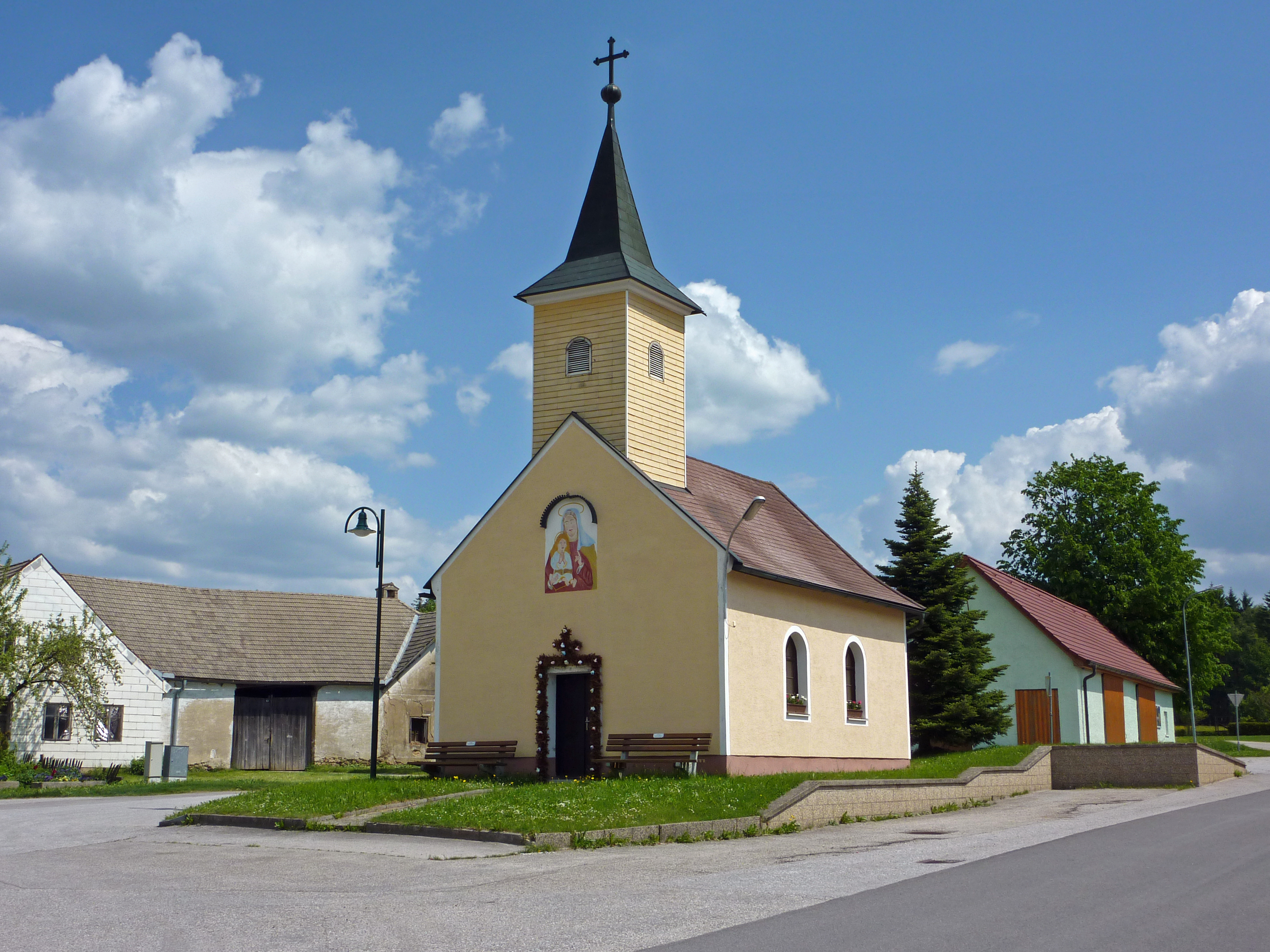
Místní kaplička v Engelbrechts
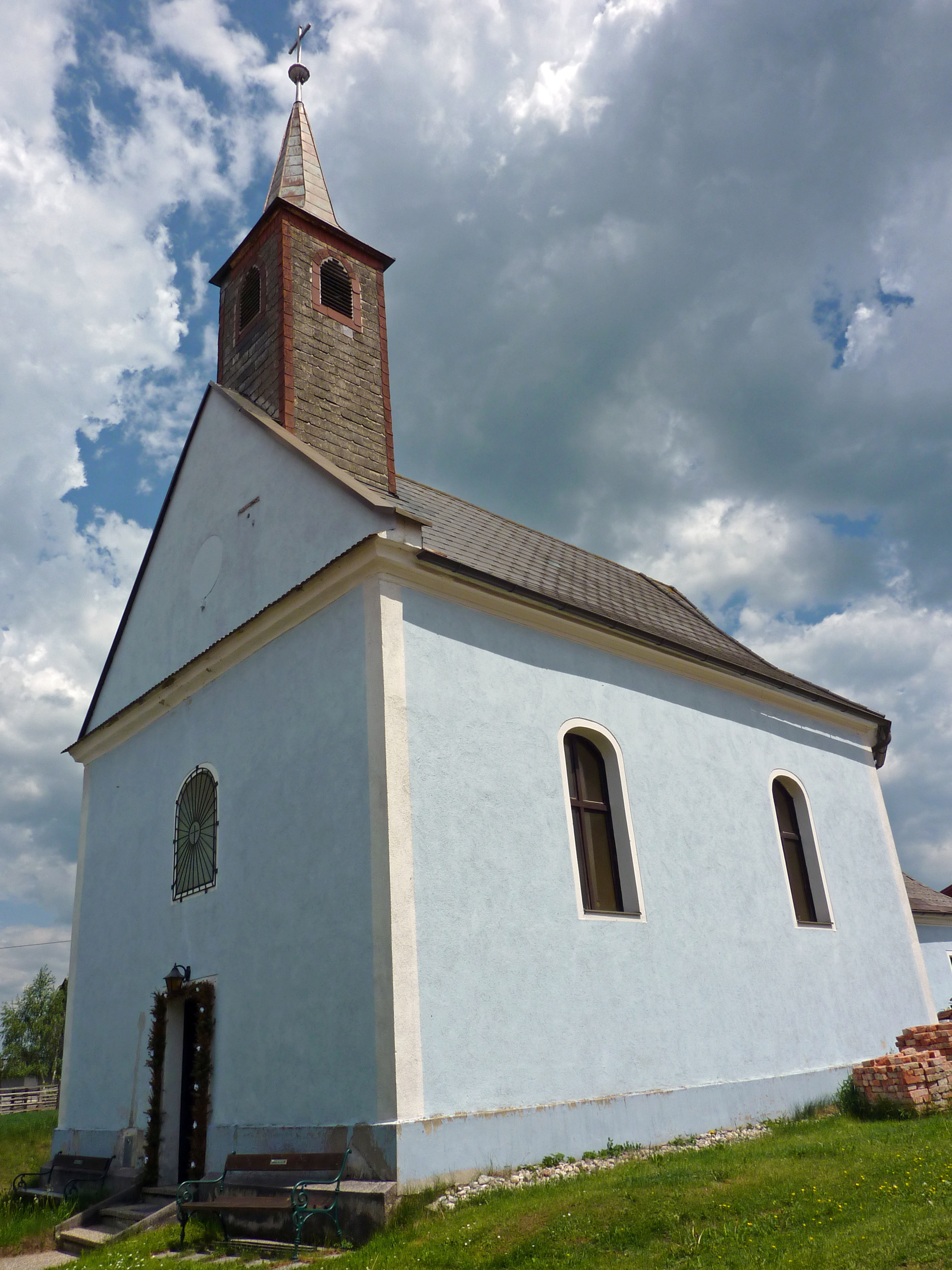
Místní kaplička v Großweißenbachu
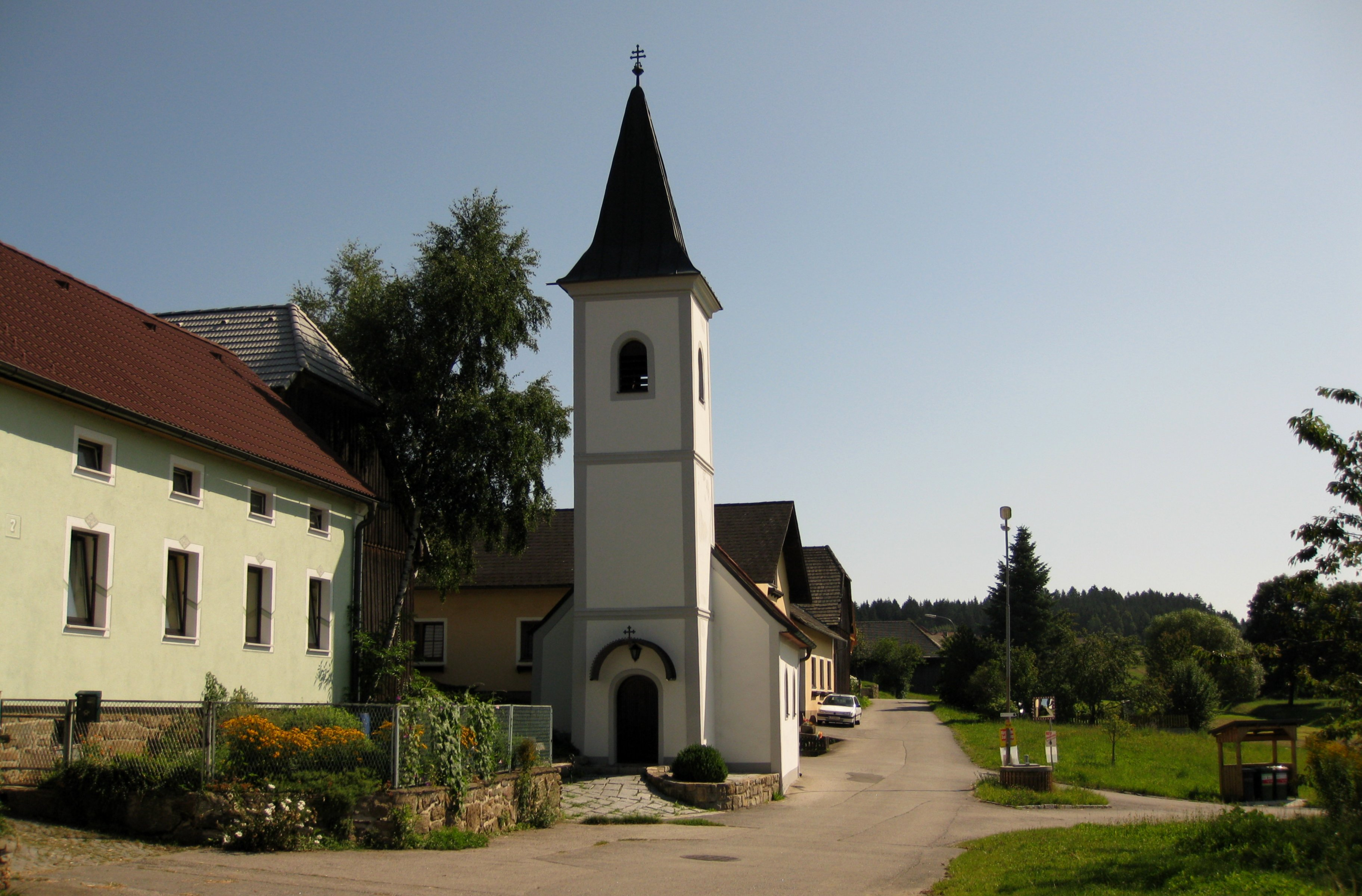
Místní kaplička ve Frankenreithu
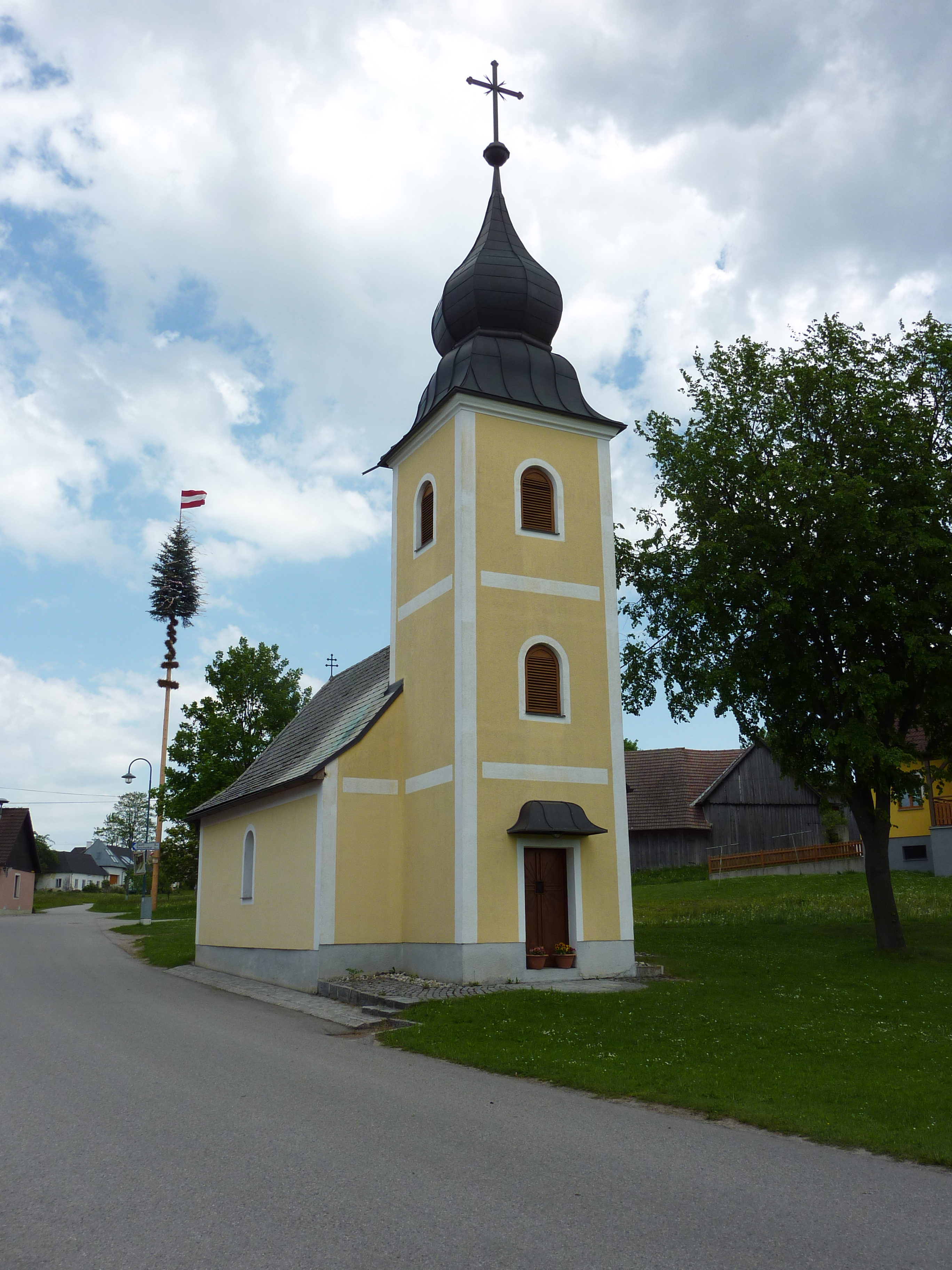
Místní kaplička v Rohrenreithu